# Мійосі Токей
Мійосі Токей (яп. 三好長慶画像, ちょうけい）は; 10 березня 1522 — 10 серпня 1564) — японський військовий та політичний діяч пероду Сенґоку, даймьо, поет. Найбільш впливовий діяч області Кінай у 1550–1564 роках.

## Життєпис
Походив з роду Мійосі. Старший син Мійосі Нагамото. Народився у 1522 році. Після церемонії гемпуку отримав ім'я Нагайосі. У 1539 році за допомогою Мійосі Масанаги і Мацунаги Хісахіде він вдерся до столичної області Кінай, того ж року зайняв столицю Кіото. У 1543 році він вигнав Хосокава Удзіцуна з торгового міста Сакаї і поставив главою місту свого брата, Сого Кадзунарі.
У 1548 році він узяв собі ім'я Токей. В результаті суперечки з Мійокі Масанага, він запросив свого пана, Хосокава Харумото, набрати війська в Сеццу, Ідзумі і Каваті, проте останній об'єднався з Масанага проти Токей.
 
Роздратований, Токей атакував і розбив Масанага, потім, 1549 року, вляв облогу Хосокаву Харумото в його замку Міяке і встановив як главу роду Хосокава Удзіцуна. Він, однак, не наважився до кінця знищити Хосокава Харумото, зняв облогу і знову повёрнул зброю проти Мійосі Масанага, розбивши його вдруге. Харумото втік до Омі, під заступництво сьогуна Асікаґа Йосітеру. У 1550 році Токей в цей час увійшов в Кіото і передав місто в руки Мацунага Хісахіде. У тому ж році, за підтримки роду Цуцуї, він поширив свою владу на всю провінцію Ямато. У 1552 році Токей повернувся, змусивши сьоґуна підкоритися.
 
Близько 1560 року він осадив Хатакеяма Такамаси в його замку Ііморі (Каваті), взяв замок і зробив його своєю резиденцією. Такамаса втік до провінції Кії, набрав там війська і повернувся, щоб атакувати Токей, але знову був розбитий.
У 1563 році Йосіокі, син Токей, був отруєний Мацунага Хісахіде. Токей зробив спадкоємцем Йосіцугу, сина свого брата, Сого Кадзумаса, якого всиновив. Проте між ними не було згоди. Між тим, вплив Хісахіде все зростав — у 1564 році за його наклепом був страчений брат Токей — Фуюясу. Незабаром після цього Токей захворів і помер.

## Культурна діяльність
Токей був відомим естетом, писав вірші і захоплювався чайною церемонією. Він протегував відомому поету в жанрі ренга, Сатомура Дзьоха, а також у 1557 році за його наказом було зведено відомий храм Нансюдзі у м. Сакаї.